# Mark Appleyard

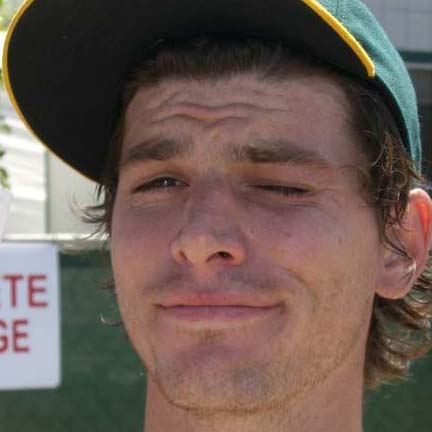
Mark Appleyard

Mark Appleyard (Oakville Ontario, 11 november 1982), is een professioneel Canadees skateboarder. 
Hij begon met skateboarden op 9-jarige leeftijd. Tegenover zijn huis was een skateparkje, Hamilton's Beasly Bowl, waarvan de naam nog steeds op zijn been getatoeëerd staat. Later ging hij de straten van Toronto op, met andere skaters zoals Ryan Allen, Jay Revelle en Scott Pommier.
Hij werd gesponsord door C1RCA Footwear, waar hij zijn eigen pro model shoe kreeg. Hij verliet C1RCA in 2005 om een contract te sluiten met Globe Shoes, waar hij zijn nieuwe pro model shoe ontwierp, de Appleyard Rewire.

## Hoogtepunten
- 2004 - Transworld Skateboarding Reader's Choise
- 2004 - 1e Plaats in de Pro Skate Helsinki wedstrijd
- 2003 - Transworld Skateboarding Skater Of The Year
- 2003 - Thrasher Magazine Skater Of The Year
- 2002 - Transworld Skateboarding Rookie Of The Year